# Marco Bandini
Marko Bandulovič (latinizat: Marcus Bandinus, italienizat: Marco Bandini, n. 1595, Skopje, Imperiul Otoman – d. 27 ianuarie 1650, Bacău, Moldova) a fost un arhiepiscop romano-catolic de origine bosniacă, care a îndeplinit funcția de administrator apostolic al credincioșilor catolici din Moldova (1644-1650) la Dieceza de Bacău. El este autorul așa-numitului Codex Bandinus.

## Biografie

### Începutul vieții
Marco Bandini s-a născut în anul 1593 sau în intervalul 1593-1598 în orașul Skopje din provincia Bosnia, într-o familie de origine bosniacă. Numele său la naștere era Bandulovič. A urmat studii de teologie în Italia fără a obține titlul de Alumnus și a intrat în Ordinul Franciscanilor Minoriți Observanți. Și-a italienizat numele în cel de Marco Bandini. A avut mai mulți frați dintre care unii au fost tot preoți.

### Începutul activității misionare
A fost trimis de Sfântul Scaun în anul 1628 pentru a îndeplini misiuni bisericești la Carașova și Belgrad și la începutul anului 1630 la Caransebeș, find chemat de credincioși. Aici a deprins limba română.
În primăvara anului 1640 s-a întors la Roma, fiind trimis la Olovo, Velica și Foinița și din nou la Caransebeș, făcând multe călătorii de interes religios, atunci când se cerea un misionar pentru săvârșirea unei misiuni sau însărcinări mai delicate. La Caransebeș a avut prilejul să intre în contact și în oarecare conflict cu misionarii franciscani conventuali, ceea ce a determinat la el o antipatie persistentă pentru frații din acest ordin. Antipatia explică în oarecare măsură ușurința cu care s-a raliat în 1645 la tabăra iezuiților în lupta acestora cu conventualii din Moldova.

### Numirea ca arhiepiscop de Marcianopol și administrator apostolic în Moldova
La sfârșitul anului 1642, provincia ecleziastică Bulgaria s-a despărțit în două, rămânând partea de jos a Dunării, cu Banatul, Dalmația, Bosnia propriu-zisă și Bulgaria, sub controlul arhiepiscopului din Sofia (Sardica), iar țările române (Țara Românească și Moldova) ca o dieceză separată cu un prelat deosebit, unde Marco Bandini a fost recomandat de către superiorul său, arhiepiscopul Petru Bogdan (Deodatus) Bakšić de Chiprovaț, arhiepiscop al Sofiei, Curții papale, ca unul care cunoștea și limba română vorbită în Moldova, pe lângă cea ilirică (slavonă) și ca un om virtuos, inteligent și cu studii făcute în Italia. Un alt motiv al numirii misionarului a fost existența episcopilor polonezi absenteiști în Episcopia de Bacău, propunându-se să fie suplinită această lipsă prin numirea unui Administrator apostolic al Moldovei, numit de Roma. Prin împărțirea din 1642 se excludea Episcopia de Bacău, fiind rezervată zonei de influență polonă.
La sfârșitul lunii Iulie 1643, a aflat din Roma că papa Urban al VIII-lea și-a dat consimțământul (placet) pentru Bandini, fiind numit prin bula de la 16 decembrie 1643 cu titlul de „arhiepiscop ales de Marcianopol”, oraș din Moesia veche, înființându-se această nouă episcopie „in partibus infidelium” direct pe seama lui.
Bandini a călătorit ulterior la Sofia, pentru a se înțelege cu arhiepiscopul Deodatus în privința limitelor activității lor și totodată să-și facă rost de veșmintele bisericești. Împărțirea făcută grosso modo la sfârșitul anului 1642 și cea din 1644 se deosebeau. În privința jurisdicției eclesiastice, Deodatus și Bandini au încheiat la data de 6 februarie 1644 în Chiprovaț un contract prin care arhiepiscopul Sofiei și-a menținut administrația Bulgariei și a Munteniei până la râul Milcov cu orașul Focșani, iar Moldova (până la râul Siret) și Dobrogea (Tomis), cu partea de jos a Dunării, de la râul Isker (Osma), care se varsă lângă Nicopol în Dunăre, cu regiunile disidenților paulicieni de aici, până la Muntele Em și Marea Neagră (afară de Filipopol) a rămas în grija arhiepiscopului de Marcianopolis. După datele obținute în vizita lui Deodatus din 1643 în țările române, Bandini avea în jurul orașului Nicopol aproximativ 14 comune cu 4.160 de credincioși și împrăștiați prin țară peste 3.700 de bulgari pavlicheni, iar în Moldova peste 4.000 de catolici, dar despre care se zicea că numărul lor întrece 12.000.
Bandini a trebuit să cedeze Țara Românească arhiepiscopului din Sofia, contrar tratativelor sale cu Roma, aflând că în Câmpulung trăiesc 500, în Târgoviște 100 și în București 10 catolici, negustori italieni și raguzani, de la care putea avea mai mult venit decât de la credincioșii săteni din zona Moldovei, aflată la o distanță de douăzeci de zile de Sofia. Despărțirea provinciei catolice Moldova, prin fixarea hotarului pe Siret în loc de Milcov, trebuie pusă în legătură cu informațiile greșite date de misionarii anteriori. În același timp, cedarea Țării Românești se datora presiunilor observanților bulgari de la Chiprovaț care considerau toată Țara Românească și conventul de la Târgoviște ca aparținându-le lor și scriau la Roma ca să ceară neapărat această mănăstire, întrucât asupririle turcilor îi obligau să-și pregătească un loc de refugiu în această țară. În cazul unui refuz față de rezervarea acestui refugiu, ei au cerut să li se dea mănăstiri în Italia.
Procurarea veșmintelor religioase a fost anevoioasă, întrucât Bandini nu găsit ajutor la mănăstirea din Chiprovaț și nici în altă parte, astfel a fost silit să le ceară în scris de la Congragatio de Propaganda Fide, cerând și un „viatic” , deoarece își cheltuise toți banii în diferitele sale călătorii și în misiunea sa din Caransebeș. A trecut însă toată vara fără să primească ceva, așa că a trebuit să se mulțumească a fi consacrat de episcop în ziua de 21 august 1644 de trei episcopi, adunați cu dificultate Ia un loc, datorită fricii turcilor, în mănăstirea din Chiprovaț, conform dorinței Papei și prescripțiilor bisericești, trebuind să fie trei împreună. După această sfințire, Bandini a plecat la Belgrad, unde se aflau veșmintele bisericești și între ele și Palliul cu care trebuie să slujească un arhiepiscop, dar, negăsindu-le, s-a întors din nou Ia Carașevo, unde putea aștepta fără cheltuieli. Însă, ajuns acolo, a primit o scrisoare de jale a misionarului Giovanni Lillo din Cotnari, trimis înainte ca „vicar al Moldovei”, prin care era rugat să vină repede, fiind mare nevoie de el și fiind așteptat de popor.

### În Moldova
A plecat din Scelesna la 3 septembrie 1644 spre Moldova, cu toate că nu și-a putut dobândi decât un singur preot, pe bulgarul Pietro Parčevič, sfințit de arhiepiscopul Sofiei în grabă, angajând și doi servitori pentru drum. A ajuns cu dificultate până la Dunăre, iar de acolo a fost dus de un comerciant până la Târgoviște, intrând în audiență la Matei-Vodă Basarab și fiind găzduit câteva zile. A primit căruțe cu care să poată continua drumul în spre Moldova. Conform relațiunii, Bandini a ajuns la Iași la 21 octombrie, deși prima sa scrisoare e datată în 3 noiembrie 1644, trimisă din Bacău. De aici a plecat la Iași, fiind primit a doua zi, Ia 5 noiembrie, în audiență de către Vasile Lupu. S-a adresat domnitorului în limba latină, deoarece nu cunoștea foarte bine limba română, unde l-a rugat să-i permită a face o călătorie a poporului catolic din țară. A fost întrebat de domnitor dacă episcopul de Bacău, monseniorul Jan Chryzostom Zamoyski, a renunțat la funcția de episcop de Bacău, deși acest lucru era hotărât de regele Poloniei, care exercita în episcopia de Bacău dreptul alegerii de episcop. A doua zi, secretarul domnitorului, polonezul Gheorghe Kutnarski, l-a interogat despre chemarea cu care a venit și scrisoarea de recomandație a Vaticanului, dacă e numit întradevăr ca episcop. Bandini îl considera pe Kutnarski un înșelător și mincinos, care aducea rușine bisericii. În prima scrisoare adresată Congregatio de Propaganda Fide, secretarul l-a liniștit să se retragă la reședința din Bacău și să aștepte scrisoarea Papei către principele țării în privința drepturilor și favorurilor de episcop numit de Bacău.
A fost mâhnit de atitudinea domnitorului iar la Bacău a găsit reședința episcopală părăsită și lipsită de venituri, aceste lucruri ducând la teama de a-și pierde viața. După Andrei Veress, atitudinea domnitorului era corectă, în ceea ce privește atitudinea rezervată față de Bandini, deoarece au mai fost cazuri de preoți falși.
Datorită birocrației și muncii extinse din Congregatio de Propaganda Fide, cu probleme ce rămâneau nerezolvate mult timp, scrisoarea de confirmare a titlului de episcop a Papei Inocențiu al X-lea către Vasile Lupu a fost scrisă la 20 mai 1645, fiind trimisă pe la Constantinopol, considerat un drum mai sigur. Bandini a ținut la această scrisoare și datorită faptului că papa nu trimitea din principiu scrisori principilor schismatici (ortodocși), astfel că secretarul Congregației, Francisc Ingoli, a trebuit să facă un studiu special spre a dovedi că în anumite cazuri este nevoie a se scrie acestor principi. Lipsa unor poște regulate îngreuna mult activitatea misionarilor, durând două-trei luni pentru a ajunge o scrisoare la Roma și alte patru-cinci luni pentru a primi un răspuns. Până la primirea confirmării de la papă, domnitorul l-a caracterizat pe Bandini drept episcop fals sau spion.
În condiții grele de trai, Bandini, însoțit de secretarul său, a plecat în primăvara anului 1646 din Cotnari la episcopul Zamoyski în Polonia pentru a-l cunoaște și să-i afle intențiile privitoare la administrarea diecezei de Bacău.
Bandini a trimis un aviz la Roma prin care a anunțat din Cotnari la 16 decembrie 1646 că a început deja vizita în satele catolice din Moldova, ajungând să încheie vizita la Iași la 18 ianuarie 1647 după sărbătoarea Bobotezei. În același timp cu scrierea raportului se ocupa și de administrarea parohiilor din Bulgaria.
În continuare s-a menținut controversa între arhiepiscopul Sofiei și cel de Marcianopol în privința jurisdicției, prin care Congregatio de Propaganda Fide a hotărât prin decretul din 14 aprilie 1643 și aprobat de papa la 2 iunie în același an, ca biserica de la Bacău să nu aparțină diecezei Valahiei, administrate de arhiepisopul Sofiei. Bandini a impus oprirea abuzurilor din episcopia de Bacău și a impus ținerea de slujbe în limba maternă maghiară a credincioșilor. Au continuat certurile între episcop și preoții subordonați și a început să-i stimeze pe iezuiți.
A rămas nelămurită problema subordonării misionarilor conventuali față de autoritatea episcopală. Pe vremea absenteistului polonez Adam Goski, acesta a primit din partea vicarului de la Constantinopol, care aparținea ordinului franciscanilor conventuali și era considerat prefect al misiunilor din Țara Românească și Moldova, răspunsul drastic că misionarii conventuali erau independenți de autoritatea episcopilor „absenteiști”. Însă, când în locul absenteiștilor a venit Bandini, desemnat de Congregația de la Roma, cu titlul de Administrator apostolic al bisericii catolice din Moldova, el s-a izbit de aceeași rezistență a conventualilor care au invocat libertatea lor împotriva autorității sale cvasi-episcopale. Conflictul a degenerat, în special datorită birocratismului de la Roma împreună cu teama de a nu deranja pe regele Poloniei prin luarea unor măsuri radicale în privința absenteismului episcopilor poloni.

### Moartea
În vara anului 1647 Bandini a fost bolnav și i-a fost tot mai greu să ajungă la Iași. La sfârșitul lunii martie 1648 s-a ocupat cu expedierea raportului vizitei în Moldova, potrivit lui Andrei Veress fiind copiat de preotul Beke, însă după Kálmán Benda, întrucât relația între Bandini și Beke se deteriorase, (–– în această privință există o opinie contrară, mai jos: vezi „Călători străini despre Țările Române” Vol. V ––) este posibil ca iezuitul Márton Désy, care se afla la Iași, să fi copiat și corectat lucrarea (în privința numelor de familie prin scrierea cu grafie maghiară). Bandini a dorit să-l trimită prin secretarul său Petru Parčevič la Roma.
Misionarul a devenit iritabil, nerăbdător, bănuitor și invidios, astfel după ce l-a elogiat pe Beke, deodată din toamna anului 1647 a început să scrie împotriva lui, susținând că vizitează provincia, mută preoți și diaci fără știrea lui, punând iezuiți în locul lor și că ațâță populația ungară contra lui. Schimbarea părerii despre preot a stârnit suspiciuni la Congregatio de Propaganda Fide. Bandini a mai scris împotriva misionarilor de la Iași și de alți trei preoți bulgari, pe care i-a caracterizat a fi scandalagii și mizerabili, cerând să fie rechemați urgent. Cu o altă ocazie și în ultima sa scrisoare existentă a pomenit de blândețea și entuziasmul unui misionar pământean al său. Andrei Veress a fost de părere că purtarea capricioasă a episcopului era patologică și prin urmare era în legătură strictă cu starea Iui de sănătate zdruncinată.
După 16 ianuarie 1650 nu au mai existat scrisori făcute de episcop, însă într-o declarație făcută, sub jurământ, de șapte preoți ai săi din satele vecine și de la Iași, s-a raportat faptul că a venit preotul Beke cu oamenii săi cu niște scrisori false pentru a izgoni din scaunul de episcop pe Bandinus, împreună cu ai lui, din mănăstirea care aparținea ordinului franciscan. Din același document și dintr-un al doilea memoriu al preoților reiese că Bandini, la auzul injuriilor și în urma acestei „mizerabile tragedii”, a căzut bolnav de moarte, încetând din viață în ziua de 27 ianuarie 1650, la Bacău, fiind înmormântat la 7 februarie 1650 de secretarul Parčevič și de preoții săi veniți din restul țării.
În volumul V al seriei „Călători străini despre Țările Române”, comportamentul inexplicabil lui Bandini din toamna anului 1647, care a reieșit din două scrisori cu aceeași dată dictate secretarului Petru Parčevič, una adresată Congregatio de Propaganda Fide iar alta secretarului acestei instituțiii, Francesco Ingoli, unde în prima scrisoare Bandini l-a elogiat pe Beke și a criticat pe misionari, iar în a doua a denunțat intrigile lui Beke îndreptate împotriva sa, lăudând în același timp pe misionari, a fost lămurit ca fiind intervenția secretarului lui Bandini, Petru Parčevič. Acesta a alterat a doua scrisoare, unde a înlocuit partea finală a textului adevărat cu atacuri vehemente contra Iui Beke, scrise în numele lui Bandini, acesta din urmă neștiind de intervenție. Astfel, atitudinea reală față de Beke a lui Bandini nu se schimbase. Abia în anul 1649, la mult timp după plecarea lui Parčevič, Bandini a adresat o scrisoare către Congregație în care a adus niște acuzații la adresa lui Beke. După moartea lui Bandini, toate împrejurările morții au fost inspirate de Parčevič, unde a atribuit lui Beke un rol criminal.

## Codex Bandinus
În urma vizitei arhiepiscopului Marco Bandini în toate parohiile catolice din Moldova între 19 octombrie 1646 și 20 ianuarie 1647, el a redactat raportul Visitatio generalis omnium ecclesiarum catholicarum romani ritus in Provincia Moldaviae, care era destinat să fie trimis la Roma, la papa Inocențiu al X-lea și la Congregatio De Propaganda Fide.

### Scrisori
Andrei Veress, cercetând în arhiva Congregatio de Propaganda Fide în anul 1901, a reușit să găsească 33 de scrisori ale lui Marco Bandini. Acesta a menționat că numărul de scrisori pare a fi mic pentru o durată de cinci ani și jumătate, cât a petrecut episcopul în Moldova, însă a subliniat faptul că multe scrisori ale acestuia nu au ajuns niciodată la destinație iar arhiva Congregatio de Propaganda Fide prezenta în perioada de început a existenței, contemporană lui Bandini, multe lacune.
Bandini a redactat în Moldova un număr de scrisori, șase sunt din anul 1644, șaisprezece din 1645, alte patru din 1646 și 1647, iar câte una din 1648, 1649 si 1650. Alte scrisori lipsesc, fiind pierdute ori rătăcite în arhive. Scrisorile completează cunoștința mai intimă a misiunii Iui Bandini, precum și amănuntele vieții de Ia Curtea domnească din Iași și ale evenimentelor înregistrate de acest misionar catolic în decursul petrecerii sale în Moldova.
Scrisorile, în limbile italiană și latină, au fost publicate de Andrei Veress în Memoriile secțiunii istorice ale Academiei Române, Seria III, Tomul VI, în anul 1927, după norme paleografice obișnuite, omițând titlulaturile de la început și frazele de smerenie de la sfârșit din rațiuni de economie de spațiu, având note explicative, corecții ortografice și în privința inconsecvențelor în ceea ce ține de nume proprii străine. Bandini, ca aproape toți misionarii din acea epocă, s-a folosit des de calendarul iulian, existent în Moldova, cu toate că de multe ori a uitat să menționeze acest lucru.